# Eric Maxim Choupo-Moting
Eric Maxim Choupo-Moting (Amburgo, 23 marzo 1989) è un calciatore tedesco naturalizzato camerunese, attaccante del N.Y. Red Bulls e della nazionale camerunese.

## Carriera

### Club

#### Gli inizi
Inizia la carriera calcistica nel settore giovanile del FC Teutonia 05 di Altona, distretto di Amburgo. Nel 2000 passa all'Altona 93, mentre nel 2003 si trasferisce al FC St. Pauli.

#### Amburgo e parentesi Norimberga
A partire dal 2004 viene ingaggiato dall'Amburgo che lo inserisce nella rosa della seconda squadra. Debutta in Bundesliga l'11 gennaio 2008, rilevando al 69º minuto l'egiziano Mohamed Zidan nella sfida contro l'Hannover 96. Finisce la stagione 2007-2008 dopo aver disputato 13 gare senza segnare alcun gol in campionato. Nelle due stagioni successive resterà ad Amburgo, ma scenderà in campo molto raramente, riportando solo sporadiche e brevi apparizioni in Coppa di Germania e nelle coppe europee.
Passa in prestito il 1º settembre 2009 al Norimberga dove riesce a giocare con regolarità in Bundesliga. Il 19 settembre 2009 mette a segno il suo primo gol in campionato con la nuova squadra, all'Allianz Arena contro il Bayern Monaco. Conclude la stagione con 25 presenze e 5 reti in campionato, più una rete in due presenze nello spareggio promozione/retrocessione contro l'Augusta.
Nella stagione 2010-2011 fa ritorno all'Amburgo, raccogliendo 12 presenze totali e mettendo a segno 2 gol.

#### Magonza e Schalke 04

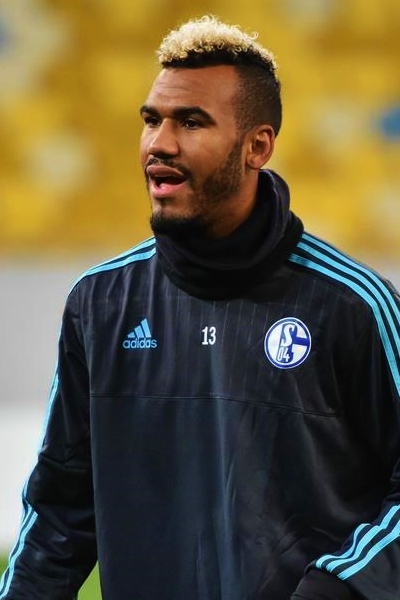
Choupo-Moting in allenamento con lo Schalke nel 2016

Dopo la lunga esperienza all'Amburgo, intervallata dal prestito al Norimberga, nel luglio 2011 passa al Magonza. Con la maglia della squadra biancorossa, in tre stagioni, disputa 81 presenze e realizza 22 reti.
Il 5 luglio 2014 si trasferisce allo Schalke 04 da svincolato, firmando un contratto triennale. Con la squadra tedesca scende in campo in 106 occasioni, mettendo a segno 32 gol.

#### Stoke City
Il 7 agosto 2017 viene acquistato dallo Stoke City, militante in Premier League per 8 milioni di euro. Veste la maglia della squadra inglese solamente per una stagione, scendendo in campo in 32 occasioni e mettendo a segno 5 gol.

#### Paris Saint-Germain

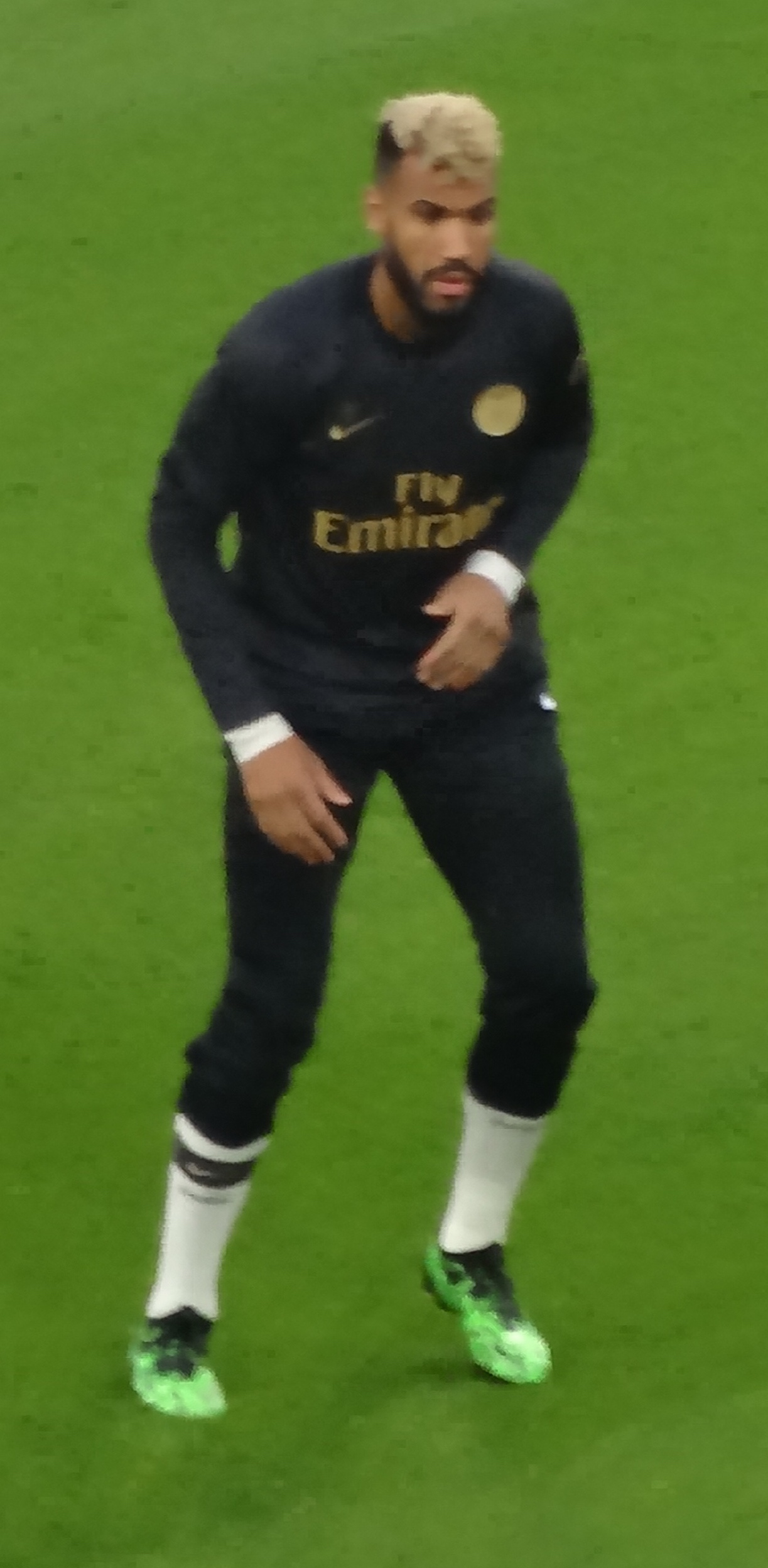
Choupo-Moting al PSG nel 2019

Il 31 agosto 2018 viene ufficializzato il suo ingaggio da parte del Paris Saint-Germain. Nel corso della prima stagione con la maglia della squadra parigina, mette a segno 3 reti in 22 presenze in Ligue 1. Nella seconda stagione realizza 3 reti in campionato, 2 nelle coppe nazionali e una nei quarti di finale di Champions League, permettendo al Paris Saint-Germain di battere l'Atalanta e approdare in semifinale. Dopo due stagioni, in cui colleziona 9 reti in 51 presenze tra tutte le competizioni, resta svincolato.

#### Bayern Monaco
Il 5 ottobre 2020 fa ritorno in Germania, firmando un contratto annuale con il Bayern Monaco. Choupo-Moting ha esordito con il Bayern nel primo turno della DFB-Pokal il 15 ottobre seguente, segnando due gol nella vittoria per tre a zero contro il Düren, squadra di quinta divisione. Il 9 dicembre, segna la prima rete in Champions League con la maglia dei bavaresi nella vittoria per 2-0 contro la Lokomotiv Mosca. Nell'aprile 2021, va a segno in entrambe le partite dei quarti di finale di Champions League contro la sua ex squadra, il Paris Saint-Germain, inclusa una vittoria in trasferta per 1-0 al Parc des Princes, ma il Bayern viene eliminato per la regola dei gol in trasferta dopo un 3–3 complessivo. Al termine della stagione, vince il suo primo titolo di Bundesliga con il Bayern e rinnova per un'ulteriore stagione il contratto contro il club tedesco.
Il 17 agosto 2021, subentra all'88' minuto a Robert Lewandowski nella vittoria per 3-1 della DFL-Supercup 2021 contro il Borussia Dortmund.
Il 3 marzo 2023, ha prolungato il suo contratto fino al 30 giugno 2024.
Il 12 maggio 2024, il club bavarese ha annunciato ufficialmente che avrebbe lasciato il club alla scadenza del suo contratto.

#### New York Red Bulls
Rimasto svincolato per quasi sei mesi, il 18 dicembre 2024 viene annunciato il suo approdo in MLS, firmando un accordo biennale fino al 31 dicembre 2026 più opzione per un'ulteriore stagione con i N.Y. Red Bulls, valido a partire dal 1º gennaio 2025.

### Nazionale

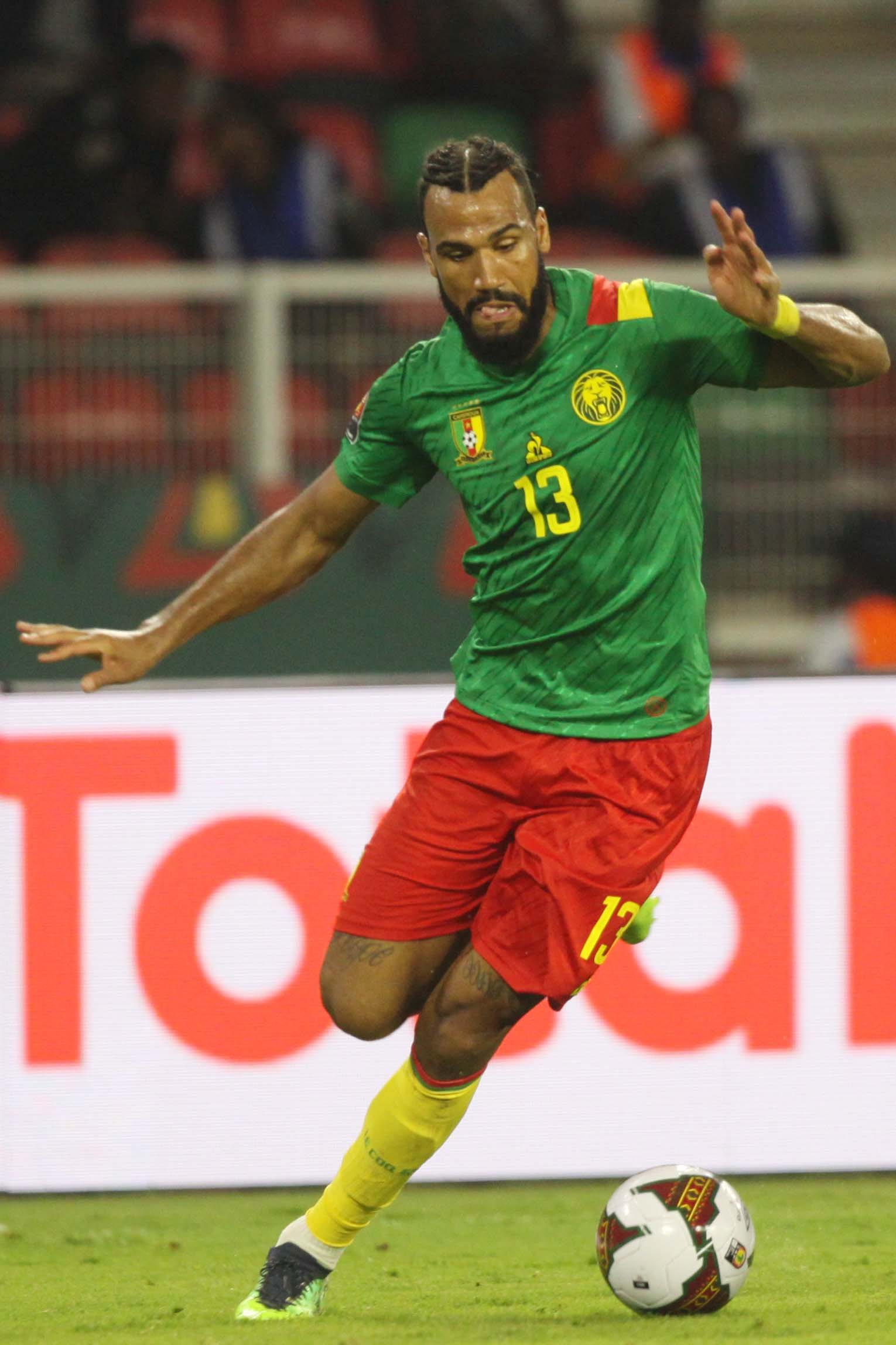
Choupo-Moting con la nazionale camerunese nel 2022

Dal 2007 al 2010 ha disputato incontri internazionali nelle selezioni Under-19 ed Under-21 della Germania. Già nel 2008, però, ha ricevuto la sua prima convocazione in nazionale maggiore camerunese per prendere parte alle qualificazioni per il campionato del mondo 2010 (infatti la FIFA consente il cambio di nazionalità ai calciatori che abbiano militato solo nelle Nazionali giovanili di un altro paese a giocatori di questa fattispecie).
Nel maggio 2010 è stato inserito nella lista dei convocati della Nazionale camerunese che parteciperà al mondiale sudafricano. Ha esordito con la maglia dei Leoni Indomabili il 1º giugno 2010 nella sfida con il Portogallo. Realizza il primo gol in nazionale pochi giorni dopo, il 5 giugno a Belgrado contro la Serbia.

## Statistiche

### Presenze e reti nei club
Statistiche aggiornate al 4 luglio 2025.
| Stagione                   | Squadra                    | Campionato                 | Campionato | Campionato | Coppe nazionali | Coppe nazionali | Coppe nazionali | Coppe continentali | Coppe continentali | Coppe continentali | Altre coppe | Altre coppe | Altre coppe | Totale | Totale |
| Stagione                   | Squadra                    | Comp                       | Pres       | Reti       | Comp            | Pres            | Reti            | Comp               | Pres               | Reti               | Comp        | Pres        | Reti        | Pres   | Reti   |
| -------------------------- | -------------------------- | -------------------------- | ---------- | ---------- | --------------- | --------------- | --------------- | ------------------ | ------------------ | ------------------ | ----------- | ----------- | ----------- | ------ | ------ |
| 2006-2007                  | Amburgo II                 | RL                         | 12         | 1          |                 | -               | -               |                    | -                  | -                  | -           | -           | -           | 12     | 1      |
| 2007-2008                  | Amburgo II                 | RL                         | 8          | 0          |                 | -               | -               |                    | -                  | -                  | -           | -           | -           | 8      | 0      |
| 2008-2009                  | Amburgo II                 | RL                         | 2          | 0          |                 | -               | -               |                    | -                  | -                  | -           | -           | -           | 2      | 0      |
| ago. 2009                  | Amburgo II                 | RL                         | 2          | 0          |                 | -               | -               |                    | -                  | -                  | -           | -           | -           | 2      | 0      |
| 2007-2008                  | Amburgo                    | BL                         | 13         | 0          | CG              | 3               | 1               | Int+CU             | 1+6                | 0+2                | -           | -           | -           | 23     | 3      |
| 2008-2009                  | Amburgo                    | BL                         | 0          | 0          | CG              | 0               | 0               | CU                 | 0                  | 0                  | -           | -           | -           | 0      | 0      |
| ago. 2009                  | Amburgo                    | BL                         | 0          | 0          | CG              | 1               | 0               | UEL                | 1                  | 0                  | -           | -           | -           | 2      | 0      |
| ago. 2009-2010             | Norimberga                 | BL                         | 25+2       | 5+1        | CG              | 1               | 0               | -                  | -                  | -                  | -           | -           | -           | 28     | 6      |
| 2010-2011                  | Amburgo II                 | RL                         | 7          | 0          |                 | -               | -               |                    | -                  | -                  | -           | -           | -           | 7      | 0      |
| Totale Amburgo II          | Totale Amburgo II          | Totale Amburgo II          | 31         | 1          |                 | -               | -               |                    | -                  | -                  |             | -           | -           | 31     | 1      |
| 2010-2011                  | Amburgo                    | BL                         | 10         | 2          | CG              | 2               | 0               | -                  | -                  | -                  | -           | -           | -           | 12     | 2      |
| Totale Amburgo             | Totale Amburgo             | Totale Amburgo             | 23         | 2          |                 | 6               | 1               |                    | 8                  | 2                  |             | -           | -           | 37     | 5      |
| 2011-2012                  | Magonza                    | BL                         | 34         | 10         | CG              | 3               | 0               | UEL                | 1                  | 0                  | -           | -           | -           | 38     | 10     |
| 2012-2013                  | Magonza II                 | RL                         | 2          | 0          |                 | -               | -               |                    | -                  | -                  | -           | -           | -           | 2      | 0      |
| 2012-2013                  | Magonza                    | BL                         | 8          | 0          | CG              | 1               | 1               | -                  | -                  | -                  | -           | -           | -           | 9      | 1      |
| 2013-2014                  | Magonza                    | BL                         | 32         | 10         | CG              | 2               | 1               | -                  | -                  | -                  | -           | -           | -           | 34     | 11     |
| Totale Magonza             | Totale Magonza             | Totale Magonza             | 74         | 20         |                 | 6               | 2               |                    | 1                  | 0                  |             | -           | -           | 81     | 22     |
| 2014-2015                  | Schalke 04                 | BL                         | 31         | 9          | CG              | 1               | 0               | UCL                | 8                  | 1                  | -           | -           | -           | 40     | 10     |
| 2015-2016                  | Schalke 04                 | BL                         | 28         | 6          | CG              | 2               | 0               | UEL                | 6                  | 3                  | -           | -           | -           | 36     | 9      |
| 2016-2017                  | Schalke 04                 | BL                         | 23         | 3          | CG              | 2               | 0               | UEL                | 5                  | 0                  | -           | -           | -           | 30     | 3      |
| Totale Schalke 04          | Totale Schalke 04          | Totale Schalke 04          | 82         | 18         |                 | 5               | 0               |                    | 19                 | 4                  |             | -           | -           | 106    | 22     |
| 2017-2018                  | Stoke City                 | PL                         | 30         | 5          | FACup+CdL       | 1+1             | 0               | -                  | -                  | -                  | -           | -           | -           | 32     | 5      |
| 2018-2019                  | Paris Saint-Germain        | L1                         | 22         | 3          | CF+CdL          | 4+1             | 0               | UCL                | 4                  | 0                  | -           | -           | -           | 31     | 3      |
| 2019-2020                  | Paris Saint-Germain        | L1                         | 9          | 3          | CF+CdL          | 3+2             | 1+1             | UCL                | 6                  | 1                  | SF          | 0           | 0           | 20     | 6      |
| Totale Paris Saint-Germain | Totale Paris Saint-Germain | Totale Paris Saint-Germain | 31         | 6          |                 | 10              | 2               |                    | 10                 | 1                  |             | 0           | 0           | 51     | 9      |
| 2020-2021                  | Bayern Monaco              | BL                         | 22         | 3          | CG              | 1               | 2               | UCL                | 7                  | 4                  | SG+SU+CmC   | 0+0+2       | 0           | 32     | 9      |
| 2021-2022                  | Bayern Monaco              | BL                         | 20         | 4          | CG              | 1               | 4               | UCL                | 4                  | 1                  | SG          | 1           | 0           | 26     | 9      |
| 2022-2023                  | Bayern Monaco              | BL                         | 19         | 10         | CG              | 4               | 3               | UCL                | 7                  | 4                  | SG          | 0           | 0           | 30     | 17     |
| 2023-2024                  | Bayern Monaco              | BL                         | 27         | 2          | CG              | 2               | 1               | UCL                | 5                  | 0                  | SG          | 0           | 0           | 34     | 3      |
| Totale Bayern Monaco       | Totale Bayern Monaco       | Totale Bayern Monaco       | 88         | 19         |                 | 8               | 10              |                    | 23                 | 9                  |             | 3           | 0           | 122    | 38     |
| 2025                       | N.Y. Red Bulls             | MLS                        | 22         | 13         | USOC            | 2               | 0               | -                  | -                  | -                  | LC          | 0           | 0           | 24     | 13     |
| Totale carriera            | Totale carriera            | Totale carriera            | 410        | 90         |                 | 40              | 15              |                    | 61                 | 16                 |             | 3           | 0           | 514    | 121    |

### Cronologia presenze e reti in nazionale
| Cronologia completa delle presenze e delle reti in nazionale ― Camerun | Cronologia completa delle presenze e delle reti in nazionale ― Camerun | Cronologia completa delle presenze e delle reti in nazionale ― Camerun | Cronologia completa delle presenze e delle reti in nazionale ― Camerun | Cronologia completa delle presenze e delle reti in nazionale ― Camerun | Cronologia completa delle presenze e delle reti in nazionale ― Camerun | Cronologia completa delle presenze e delle reti in nazionale ― Camerun | Cronologia completa delle presenze e delle reti in nazionale ― Camerun |
| Data                                                                   | Città                                                                  | In casa                                                                | Risultato                                                              | Ospiti                                                                 | Competizione                                                           | Reti                                                                   | Note                                                                   |
| ---------------------------------------------------------------------- | ---------------------------------------------------------------------- | ---------------------------------------------------------------------- | ---------------------------------------------------------------------- | ---------------------------------------------------------------------- | ---------------------------------------------------------------------- | ---------------------------------------------------------------------- | ---------------------------------------------------------------------- |
| 1-6-2010                                                               | Covilhã                                                                | Portogallo                                                             | 3 – 1                                                                  | Camerun                                                                | Amichevole                                                             | -                                                                      | 62’                                                                    |
| 5-6-2010                                                               | Belgrado                                                               | Serbia                                                                 | 4 – 3                                                                  | Camerun                                                                | Amichevole                                                             | 1                                                                      | 77’                                                                    |
| 14-6-2010                                                              | Bloemfontein                                                           | Giappone                                                               | 1 – 0                                                                  | Camerun                                                                | Mondiali 2010 - 1º turno                                               | -                                                                      | 75’                                                                    |
| 24-6-2010                                                              | Città del Capo                                                         | Camerun                                                                | 1 – 2                                                                  | Paesi Bassi                                                            | Mondiali 2010 - 1º turno                                               | -                                                                      | 72’                                                                    |
| 11-8-2010                                                              | Stettino                                                               | Polonia                                                                | 0 – 3                                                                  | Camerun                                                                | Amichevole                                                             | -                                                                      | 59’                                                                    |
| 4-9-2010                                                               | Belle Vue Maurel                                                       | Mauritius                                                              | 1 – 3                                                                  | Camerun                                                                | Qual. Coppa d'Africa 2012                                              | 1                                                                      | 80’                                                                    |
| 9-2-2011                                                               | Skopje                                                                 | Macedonia                                                              | 0 – 1                                                                  | Camerun                                                                | Amichevole                                                             | -                                                                      | 53’                                                                    |
| 26-3-2011                                                              | Dakar                                                                  | Senegal                                                                | 1 – 0                                                                  | Camerun                                                                | Qual. Coppa d'Africa 2012                                              | -                                                                      | 61’                                                                    |
| 4-6-2011                                                               | Garoua                                                                 | Camerun                                                                | 0 – 0                                                                  | Senegal                                                                | Qual. Coppa d'Africa 2012                                              | -                                                                      | 71’                                                                    |
| 7-6-2011                                                               | Salisburgo                                                             | Russia                                                                 | 0 – 0                                                                  | Camerun                                                                | Amichevole                                                             | -                                                                      | 60’                                                                    |
| 3-9-2011                                                               | Yaoundé                                                                | Camerun                                                                | 5 – 0                                                                  | Mauritius                                                              | Qual. Coppa d'Africa 2012                                              | 1                                                                      |                                                                        |
| 7-10-2011                                                              | Kinshasa                                                               | RD del Congo                                                           | 2 – 3                                                                  | Camerun                                                                | Qual. Coppa d'Africa 2012                                              | 1                                                                      | 89’                                                                    |
| 11-11-2011                                                             | Marrakech                                                              | Camerun                                                                | 3 – 1                                                                  | Sudan                                                                  | Amichevole                                                             | -                                                                      |                                                                        |
| 29-2-2012                                                              | Bissau                                                                 | Guinea-Bissau                                                          | 0 – 1                                                                  | Camerun                                                                | Qual. Coppa d'Africa 2013                                              | 1                                                                      |                                                                        |
| 26-5-2012                                                              | Amanvillers                                                            | Guinea                                                                 | 1 – 2                                                                  | Camerun                                                                | Amichevole                                                             | 2                                                                      |                                                                        |
| 2-6-2012                                                               | Yaoundé                                                                | Camerun                                                                | 1 – 0                                                                  | RD del Congo                                                           | Qual. Mondiali 2014                                                    | 1                                                                      |                                                                        |
| 10-6-2012                                                              | Sfax                                                                   | Libia                                                                  | 2 – 1                                                                  | Camerun                                                                | Qual. Mondiali 2014                                                    | 1                                                                      |                                                                        |
| 16-6-2012                                                              | Yaoundé                                                                | Camerun                                                                | 1 – 0                                                                  | Guinea-Bissau                                                          | Qual. Coppa d'Africa 2013                                              | -                                                                      | 67’                                                                    |
| 8-9-2012                                                               | Praia                                                                  | Capo Verde                                                             | 2 – 0                                                                  | Camerun                                                                | Qual. Coppa d'Africa 2013                                              | -                                                                      |                                                                        |
| 8-9-2013                                                               | Yaoundé                                                                | Camerun                                                                | 1 – 0                                                                  | Libia                                                                  | Qual. Mondiali 2014                                                    | -                                                                      |                                                                        |
| 13-10-2013                                                             | Tunisi                                                                 | Tunisia                                                                | 0 – 0                                                                  | Camerun                                                                | Qual. Mondiali 2014                                                    | -                                                                      | 90’                                                                    |
| 17-11-2013                                                             | Yaoundé                                                                | Camerun                                                                | 4 – 1                                                                  | Tunisia                                                                | Qual. Mondiali 2014                                                    | -                                                                      | 63’                                                                    |
| 5-3-2014                                                               | Leiria                                                                 | Portogallo                                                             | 5 – 1                                                                  | Camerun                                                                | Amichevole                                                             | -                                                                      | 84’                                                                    |
| 26-5-2014                                                              | Kufstein                                                               | Macedonia                                                              | 0 – 2                                                                  | Camerun                                                                | Amichevole                                                             | 1                                                                      |                                                                        |
| 29-5-2014                                                              | Kufstein                                                               | Camerun                                                                | 1 – 2                                                                  | Paraguay                                                               | Amichevole                                                             | 1                                                                      | 46’                                                                    |
| 1-6-2014                                                               | Mönchengladbach                                                        | Germania                                                               | 2 – 2                                                                  | Camerun                                                                | Amichevole                                                             | 1                                                                      |                                                                        |
| 13-6-2014                                                              | Natal                                                                  | Messico                                                                | 1 – 0                                                                  | Camerun                                                                | Mondiali 2014 - 1º turno                                               | -                                                                      |                                                                        |
| 19-6-2014                                                              | Manaus                                                                 | Camerun                                                                | 0 – 4                                                                  | Croazia                                                                | Mondiali 2014 - 1º turno                                               | -                                                                      | 74’                                                                    |
| 23-6-2014                                                              | Brasilia                                                               | Camerun                                                                | 1 – 4                                                                  | Brasile                                                                | Mondiali 2014 - 1º turno                                               | -                                                                      | 81’                                                                    |
| 6-9-2014                                                               | Kinshasa                                                               | RD del Congo                                                           | 0 – 2                                                                  | Camerun                                                                | Qual. Coppa d'Africa 2015                                              | -                                                                      |                                                                        |
| 10-9-2014                                                              | Yaoundé                                                                | Camerun                                                                | 4 – 1                                                                  | Costa d'Avorio                                                         | Qual. Coppa d'Africa 2015                                              | -                                                                      | 53’                                                                    |
| 10-10-2014                                                             | Yaoundé                                                                | Sierra Leone                                                           | 0 – 0                                                                  | Camerun                                                                | Qual. Coppa d'Africa 2015                                              | -                                                                      |                                                                        |
| 15-10-2014                                                             | Yaoundé                                                                | Camerun                                                                | 2 – 0                                                                  | Sierra Leone                                                           | Qual. Coppa d'Africa 2015                                              | -                                                                      |                                                                        |
| 15-11-2014                                                             | Yaoundé                                                                | Camerun                                                                | 1 – 0                                                                  | RD del Congo                                                           | Qual. Coppa d'Africa 2015                                              | -                                                                      | 65’                                                                    |
| 7-1-2015                                                               | Yaoundé                                                                | Camerun                                                                | 1 – 1                                                                  | RD del Congo                                                           | Amichevole                                                             | -                                                                      | 46’                                                                    |
| 20-1-2015                                                              | Bamako                                                                 | Mali                                                                   | 1 – 1                                                                  | Camerun                                                                | Coppa d'Africa 2015 - 1º turno                                         | -                                                                      | cap.                                                                   |
| 24-1-2015                                                              | Malabo                                                                 | Camerun                                                                | 1 – 1                                                                  | Guinea                                                                 | Coppa d'Africa 2015 - 1º turno                                         | -                                                                      |                                                                        |
| 28-1-2015                                                              | Malabo                                                                 | Costa d'Avorio                                                         | 1 – 0                                                                  | Camerun                                                                | Coppa d'Africa 2015 - 1º turno                                         | -                                                                      |                                                                        |
| 6-9-2015                                                               | Bakau                                                                  | Gambia                                                                 | 0 – 1                                                                  | Camerun                                                                | Qual. Coppa d'Africa 2017                                              | -                                                                      |                                                                        |
| 13-11-2015                                                             | Niamey                                                                 | Niger                                                                  | 0 – 3                                                                  | Camerun                                                                | Qual. Mondiali 2018                                                    | -                                                                      |                                                                        |
| 17-11-2015                                                             | Yaoundé                                                                | Camerun                                                                | 0 – 0                                                                  | Niger                                                                  | Qual. Mondiali 2018                                                    | -                                                                      |                                                                        |
| 30-5-2016                                                              | Nantes                                                                 | Francia                                                                | 3 – 2                                                                  | Camerun                                                                | Amichevole                                                             | 1                                                                      | 46’                                                                    |
| 3-6-2016                                                               | Nouakchott                                                             | Mauritania                                                             | 0 – 1                                                                  | Camerun                                                                | Qual. Coppa d'Africa 2017                                              | -                                                                      | 75’                                                                    |
| 24-3-2017                                                              | Radès                                                                  | Tunisia                                                                | 0 – 1                                                                  | Camerun                                                                | Amichevole                                                             | -                                                                      | 46’                                                                    |
| 1-9-2017                                                               | Uyo                                                                    | Nigeria                                                                | 4 – 0                                                                  | Camerun                                                                | Qual. Mondiali 2018                                                    | -                                                                      | 59’                                                                    |
| 8-9-2018                                                               | Mitsamiouli                                                            | Comore                                                                 | 1 – 1                                                                  | Camerun                                                                | Qual. Coppa d'Africa 2019                                              | -                                                                      |                                                                        |
| 12-10-2018                                                             | Yaoundé                                                                | Camerun                                                                | 1 – 0                                                                  | Malawi                                                                 | Qual. Coppa d'Africa 2019                                              | 1                                                                      | cap.                                                                   |
| 16-11-2018                                                             | Casablanca                                                             | Marocco                                                                | 2 – 0                                                                  | Camerun                                                                | Qual. Coppa d'Africa 2019                                              | -                                                                      |                                                                        |
| 20-11-2018                                                             | Milton Keynes                                                          | Brasile                                                                | 1 – 0                                                                  | Camerun                                                                | Amichevole                                                             | -                                                                      | 65’                                                                    |
| 23-3-2019                                                              | Yaoundé                                                                | Camerun                                                                | 3 – 0                                                                  | Comore                                                                 | Qual. Coppa d'Africa 2019                                              | 1                                                                      | cap. 71’                                                               |
| 25-6-2019                                                              | Ismailia                                                               | Camerun                                                                | 2 – 0                                                                  | Guinea-Bissau                                                          | Coppa d'Africa 2019 - 1º turno                                         | -                                                                      | cap. 79’                                                               |
| 29-6-2019                                                              | Ismailia                                                               | Camerun                                                                | 0 – 0                                                                  | Ghana                                                                  | Coppa d'Africa 2019 - 1º turno                                         | -                                                                      | 74’                                                                    |
| 2-7-2019                                                               | Ismailia                                                               | Benin                                                                  | 0 – 0                                                                  | Camerun                                                                | Coppa d'Africa 2019 - 1º turno                                         | -                                                                      | cap.                                                                   |
| 6-7-2019                                                               | Alessandria d'Egitto                                                   | Nigeria                                                                | 3 – 2                                                                  | Camerun                                                                | Coppa d'Africa 2019 - Ottavi di finale                                 | -                                                                      | cap.                                                                   |
| 13-11-2019                                                             | Yaoundé                                                                | Camerun                                                                | 0 – 0                                                                  | Capo Verde                                                             | Qual. Coppa d'Africa 2021                                              | -                                                                      | cap. 86’                                                               |
| 4-6-2021                                                               | Wiener Neustadt                                                        | Nigeria                                                                | 0 – 1                                                                  | Camerun                                                                | Amichevole                                                             | -                                                                      | 66’                                                                    |
| 8-6-2021                                                               | Wiener Neustadt                                                        | Camerun                                                                | 0 – 0                                                                  | Nigeria                                                                | Amichevole                                                             | -                                                                      | cap. 46’                                                               |
| 3-9-2021                                                               | Yaoundé                                                                | Camerun                                                                | 2 – 0                                                                  | Malawi                                                                 | Qual. Mondiali 2022                                                    | -                                                                      | 65’                                                                    |
| 8-10-2021                                                              | Yaoundé                                                                | Camerun                                                                | 3 – 1                                                                  | Mozambico                                                              | Qual. Mondiali 2022                                                    | 2                                                                      | 71’                                                                    |
| 11-10-2021                                                             | Tangeri                                                                | Mozambico                                                              | 0 – 1                                                                  | Camerun                                                                | Qual. Mondiali 2022                                                    | -                                                                      | 46’                                                                    |
| 16-11-2021                                                             | Douala                                                                 | Camerun                                                                | 1 – 0                                                                  | Costa d'Avorio                                                         | Qual. Mondiali 2022                                                    | -                                                                      | 72’                                                                    |
| 9-1-2022                                                               | Yaoundé                                                                | Camerun                                                                | 2 – 1                                                                  | Burkina Faso                                                           | Coppa d'Africa 2021 - 1º turno                                         | -                                                                      | 69’                                                                    |
| 13-1-2022                                                              | Yaoundé                                                                | Camerun                                                                | 4 – 1                                                                  | Etiopia                                                                | Coppa d'Africa 2021 - 1º turno                                         | -                                                                      | 7’ 56’                                                                 |
| 17-1-2022                                                              | Yaoundé                                                                | Capo Verde                                                             | 1 – 1                                                                  | Camerun                                                                | Coppa d'Africa 2021 - 1º turno                                         | -                                                                      | 70’                                                                    |
| 24-1-2022                                                              | Yaoundé                                                                | Camerun                                                                | 2 – 1                                                                  | Comore                                                                 | Coppa d'Africa 2021 - Ottavi di finale                                 | -                                                                      | 63’                                                                    |
| 25-3-2022                                                              | Douala                                                                 | Camerun                                                                | 0 – 1                                                                  | Algeria                                                                | Qual. Mondiali 2022                                                    | -                                                                      |                                                                        |
| 29-3-2022                                                              | Blida                                                                  | Algeria                                                                | 1 – 2 dts                                                              | Camerun                                                                | Qual. Mondiali 2022                                                    | 1                                                                      | cap. 63’                                                               |
| 9-6-2022                                                               | Dar es Salaam                                                          | Burundi                                                                | 0 – 1                                                                  | Camerun                                                                | Qual. Coppa d'Africa 2023                                              | -                                                                      | 77’                                                                    |
| 18-11-2022                                                             | Abu Dhabi                                                              | Camerun                                                                | 1 – 1                                                                  | Panama                                                                 | Amichevole                                                             | 1                                                                      | 46’                                                                    |
| 24-11-2022                                                             | Al Wakrah                                                              | Svizzera                                                               | 1 – 0                                                                  | Camerun                                                                | Mondiali 2022 - 1º turno                                               | -                                                                      | cap. 74’                                                               |
| 28-11-2022                                                             | Al Wakrah                                                              | Camerun                                                                | 3 – 3                                                                  | Serbia                                                                 | Mondiali 2022 - 1º turno                                               | 1                                                                      | cap.                                                                   |
| 2-12-2022                                                              | Lusail                                                                 | Camerun                                                                | 1 – 0                                                                  | Brasile                                                                | Mondiali 2022 - 1º turno                                               | -                                                                      |                                                                        |
| 12-9-2023                                                              | Garoua                                                                 | Camerun                                                                | 3 – 0                                                                  | Burundi                                                                | Qual. Coppa d'Africa 2023                                              | -                                                                      | 78’                                                                    |
| Totale                                                                 |                                                                        | Presenze                                                               | 73                                                                     |                                                                        | Reti (7º posto)                                                        | 20                                                                     |                                                                        |

## Palmarès

### Club

#### Competizioni nazionali
- Campionato francese: 2

Paris Saint-Germain: 2018-2019, 2019-2020
- Coppa di Francia: 1

Paris Saint-Germain: 2019-2020
- Coppa di Lega francese: 1

Paris Saint-Germain: 2019-2020
- Supercoppa francese: 1

Paris Saint-Germain: 2019
- Campionato tedesco: 3

Bayern Monaco: 2020-2021, 2021-2022, 2022-2023
- Supercoppa di Germania: 2

Bayern Monaco: 2021, 2022

#### Competizioni internazionali
- Coppa Intertoto UEFA: 1

Amburgo: 2007
- Coppa del mondo per club: 1

Bayern Monaco: 2020